# Stiriodes virida
Stiriodes virida är en fjärilsart som beskrevs av Barnes och Mcdunnough 1916. Stiriodes virida ingår i släktet Stiriodes och familjen nattflyn. Inga underarter finns listade i Catalogue of Life.